# Hiltenfingen
Hiltenfingen – miejscowość i gmina w Niemczech, w kraju związkowym Bawaria, w rejencji Szwabia, w regionie Augsburg, w powiecie Augsburg, wchodzi w skład wspólnoty administracyjnej Langerringen. Leży około 27 km na południowy zachód od Augsburga, nad rzeką Wertach.

## Polityka
Wójtem gminy jest Kornelius Griebl, rada gminy składa się z 12 osób.
|      | FWV/CWU | Razem |
| 2008 | 12      | 12    |
| 2002 | 12      | 12    |